# Heutensbach (Allmersbach im Tal)
Heutensbach ist ein Dorf im baden-württembergischen Rems-Murr-Kreis und seit 1972 ein Ortsteil der Gemeinde Allmersbach im Tal. Der Ort gehört zur Region Stuttgart (bis 1992 Region Mittlerer Neckar) und zur Randzone der europäischen Metropolregion Stuttgart.

## Geographie
Heutensbach liegt auf Höhen um 285 m ü. NHN im Tal des Heutensbachs, der über den Gruppenbach in die Weißach entwässert. Die umliegenden Orte sind Cottenweiler im Norden, Wattenweiler im Nordosten, Rudersberg-Königsbronnhof im Süden auf der Höhe der Berglen und Allmersbach im Tal im Westen.
Ein Teil von Heutensbach liegt im Naturpark Schwäbisch-Fränkischer Wald.

## Geschichte

### Mittelalter
Erstmals erwähnt wurde Heutensbach als Hittinspach in einer päpstlichen Urkunde aus dem Jahr 1245. Mit dieser Urkunde bestätigte Papst Innozenz IV. dem Augustiner-Chorherrenstift zu Backnang Besitztümer und Privilegien in zahlreichen Orten und stellte diese unter seinen Schutz. Möglicherweise entstand Heutensbach im Hochmittelalter als Ausbauort von Unterweissach aus. Dafür spricht, dass Heutensbach kirchlich stets zu Unterweissach gehörte und nie eine eigene Kirche hatte.
Später war der Ort Zubehör der Burg Reichenberg und wurde mit dieser 1439 von Württemberg an die Gebrüder Peter und Wernher Nothaft von Hohenberg verpfändet.
Nordwestlich des Orts lag die Befestigungsanlage Bürg, an die heute noch der Bürgweg erinnert. Westlich von Heutensbach könnte der Flurname Glasäcker auf eine abgegangene Glashütte hinweisen.

### Neuzeit
1593 erschien Heutensbach unter dem Namen Heyttingsbach auf einer Karte von Georg Gadner.

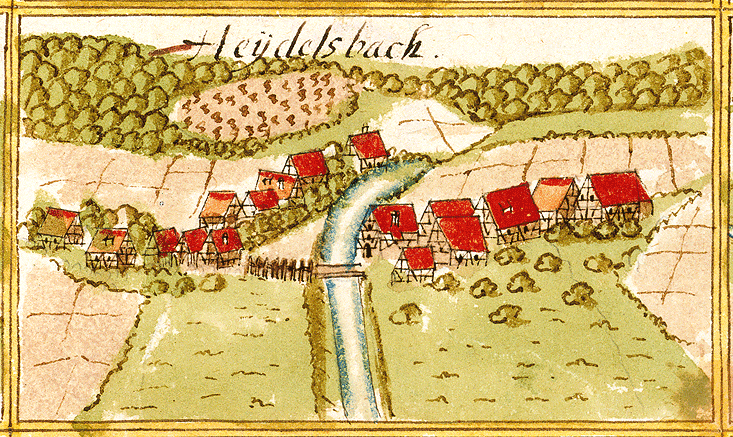
Heydelsbach bei Andreas Kieser (1686)

#### Dreißigjähriger Krieg
Im Dreißigjährigen Krieg wurde Heutensbach von durchziehenden Söldnern schwer heimgesucht. Besonders schlimm wurde es nach der verlorenen Schlacht von Nördlingen 1634. Kurz darauf wurde Backnang von kaiserlich-katholischen Söldnern besetzt. Es kam zu Einquartierungen, Plünderungen und Misshandlungen. Mit den Söldnern wurden Seuchen wie die Pest eingeschleppt. 1626 hatte Heutensbach 116 Einwohner, von denen 1641 nur noch 18 Personen vorhanden waren. 1643 zogen schwedische Soldaten durch das Land, die trotz ihrer evangelischen Konfession wie Feinde in den Dörfern hausten. Im Winter 1644/45 suchten die Franzosen unter Turenne die Region heim. Nach dem Westfälischen Frieden 1648 erholte sich die Bevölkerung jedoch schnell. 1654 hatte Heutensbach wieder 74 Einwohner. Offenbar waren viele vertriebene Dorfbewohner zurückgekehrt.

#### Pfälzischer Erbfolgekrieg
Im Pfälzischen Erbfolgekrieg 1693 wurde Heutensbach von den Franzosen unter Ezéchiel Comte de Mélac verheert, die einige Einwohner töteten. Am 24. Juli 1693 wurde Adam Ahle aus Erbstetten unfern von Heutensbach von den Franzosen ergriffen und im Wald allda erschoßen. Gleichzeitig ermordeten die französischen Soldaten die Heutensbacher Jacob Rommel und Hans Conrad Grübelin, der von herumb vagierenden französischen Canaillen zue todt gestoßen, wie der Unterweissacher Amtmann berichten musste.

#### Spanischer Erbfolgekrieg
Im Jahre 1707 kam es erneut zu einem Einfall der Franzosen unter General Villars, die Hans Ziegler, Hans Jacob Stark, Jörg Adam Gernan und Jörg Wagner ermordeten.

#### 19. Jahrhundert
Im Russlandfeldzug Napoleons 1812 kämpften und starben auch viele Württemberger. Von 15.000 Soldaten des württembergischen Korps überlebten nur 300 den Krieg. Unter den Überlebenden war auch der Heutensbacher Jakob Hildenbrand. Er verfiel nach seiner Rückkehr dem Alkohol. Wegen seiner Krankheit wurde ihm die Ehrung mit der Kriegsdenkmünze verweigert. Völlig verarmt starb der Heutensbacher Russländer Hildenbrand im Jahre 1849. Sein Vermögen reichte noch nicht einmal für die Beerdigungskosten.
In den 1830er Jahren wurde im Heutensbacher Gemeindewald Benzklinge der Versuch unternommen, Steinkohle zu fördern, jedoch ohne Erfolg. Der Weinbau in Heutensbach war um 1870 nicht mehr von großer Bedeutung, man pflanzt zumeist Silvaner. Bis zum Ersten Weltkrieg ist der Weinbau völlig verschwunden, die Kelter in der Käsbühlstraße wurde abgebrochen. An den einstigen Weinbau erinnern noch Flurnamen wie Spitzweinberg, Vordere und Hintere Weinberge.

#### 20. Jahrhundert

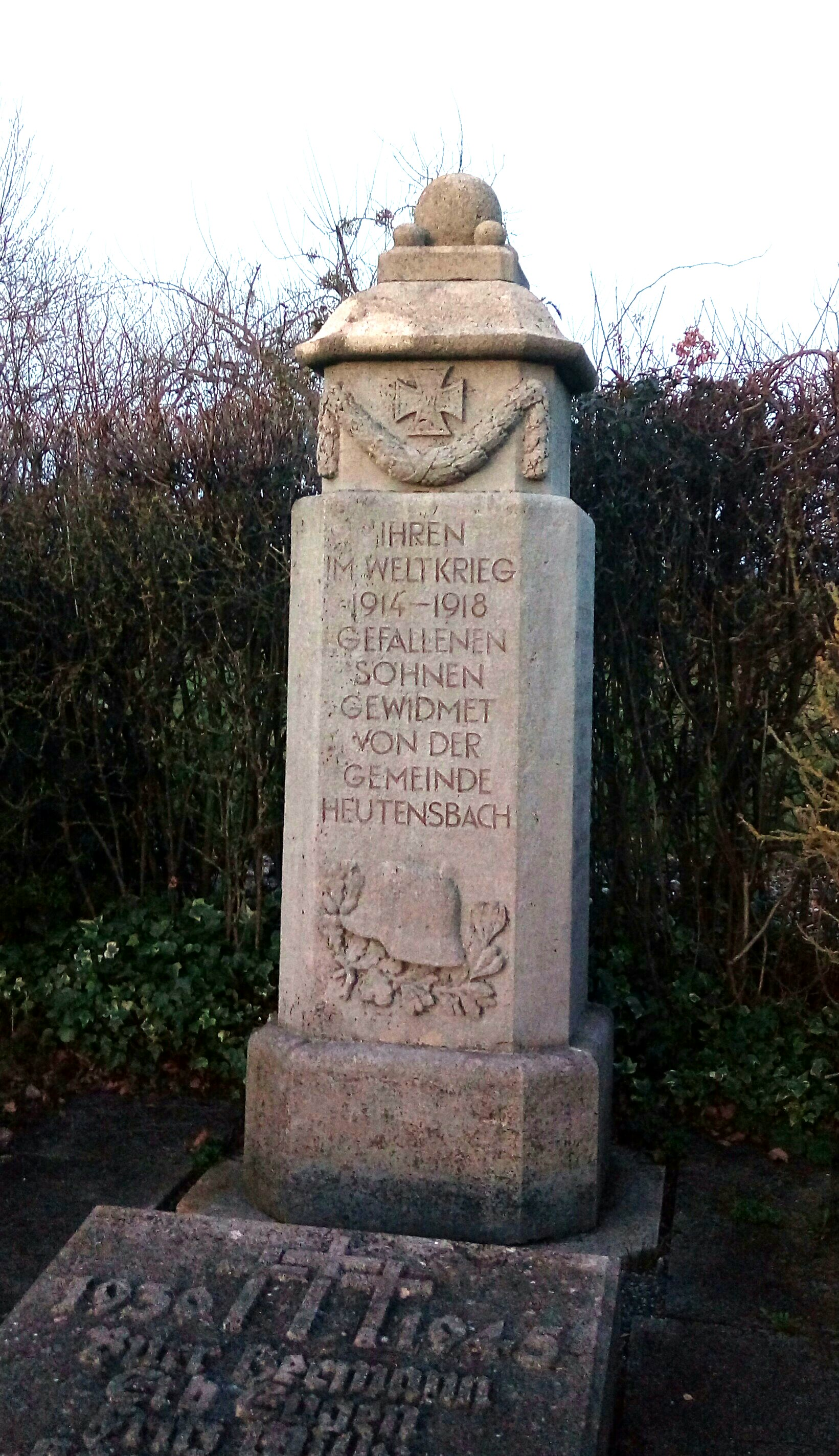
Kriegerdenkmal in Heutensbach für die Gefallenen des Ersten Weltkriegs

Im Ersten Weltkrieg hatte Heutensbach 10 Gefallene und Vermisste. Besonders schwer traf es die Familie Fellmeth, die innerhalb kürzester Zeit drei Söhne verlor.
Im Zweiten Weltkrieg wurde Heutensbach am 21. April 1945 kampflos von US-Truppen besetzt.
Am 1. Januar 1972 wurde Heutensbach nach Allmersbach im Tal eingemeindet. Im Vorfeld gab es teilweise erhebliche Bürgerproteste und sogar Tumulte, da ein großer Teil der Bevölkerung einen Anschluss an Weissach im Tal favorisierte.

### Einwohnerentwicklung
- 1626: 116[5]
- 1641: 18[5]
- 1654: 74[5]
- 1684: 86[11]
- 1692: 87[11]
- 1810: 253[12]
- 1828: 316[13]
- 1847: 406[14]
- 1854: 395[15]
- 1866: 328[16]
- 1871: 322 (davon 1 Katholik)[8]
- 1873: 307[17]
- 1877: 303[18]
- 1889: 275[19]
- 1892: 292[20]
- 1950: 370 (davon 90 Heimatvertriebene)[21]

## Politik

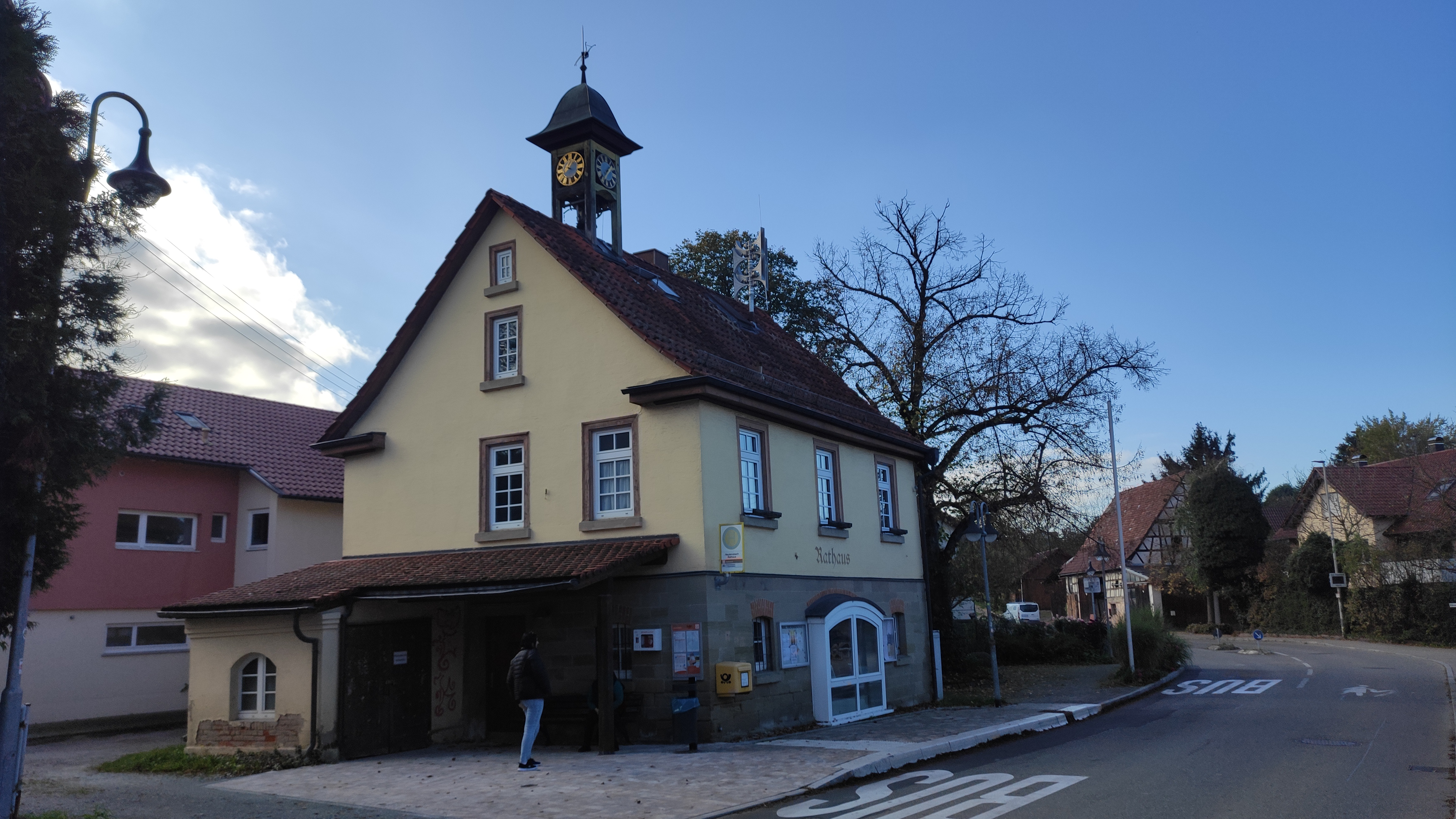
Rathaus

### Schultheißen und Bürgermeister
Im ländlichen Württemberg stellten die wohlhabenden und angesehenen Landwirte zumeist die Schultheißen, die man deshalb umgangssprachlich auch Bauraschultes (Bauernschultheiß) nannte. Erst 1930 wurde in Württemberg die Amtsbezeichnung Schultheiß durch Bürgermeister ersetzt.
Liste der Schultheißen und Bürgermeister (unvollständig; Amtszeiten oft unklar):
- 1810: Johann Georg Kurz[12]
- 1815: Johann Georg Seiter[22]
- 1828: Schlichenmaier[13]
- 1847: Schwarz[14]
- 1866: Kurz[16]
- 1892: Schwarz[20]
- 1908: Friedrich Eisemann[23]
- 1934–1945: Heinrich Lebherz (NSDAP, in Personalunion mit Unterweissach)[21]
- 1945: Wilhelm Belz[21]

## Kirchen
Kirchlich gehörte Heutensbach stets zu Unterweissach und hatte nie eine eigene Kirche. Es besteht eine Gemeinde der Freikirche der Mennoniten mit einem schlichten Bethaus in der Rudersberger Straße.

## Sehenswürdigkeiten
- Kriegerdenkmal auf dem Heutensbacher Friedhof[24]
- Schmiedeeiserner Ausleger aus dem 18. oder 19. Jahrhundert, Ecke Rudersberger Straße / Käsbühlstraße[24]

## Vereinsleben
- Schwäbischer Albverein, Ortsgruppe Weissacher Tal (gegründet 1898), umfasst die Gemeinden Allmersbach im Tal, Auenwald und Weissach im Tal.
- Dorfgemeinschaft Heutensbach e.V. (gegründet 2018)
- Seniorenclub 66+